# Бременская башня
Бре́менская, также ба́шня Бре́мени (эст. Bremeni torn) — оборонительное сооружение Таллинской крепостной стены, памятник архитектуры XV века. Имеет четыре этажа и подковообразную форму в основании. У башни проходит переулок Бремени-Кяйк, этот проход в городской стене появился в XIX веке и соединил улицу Уус с улицей Вене.

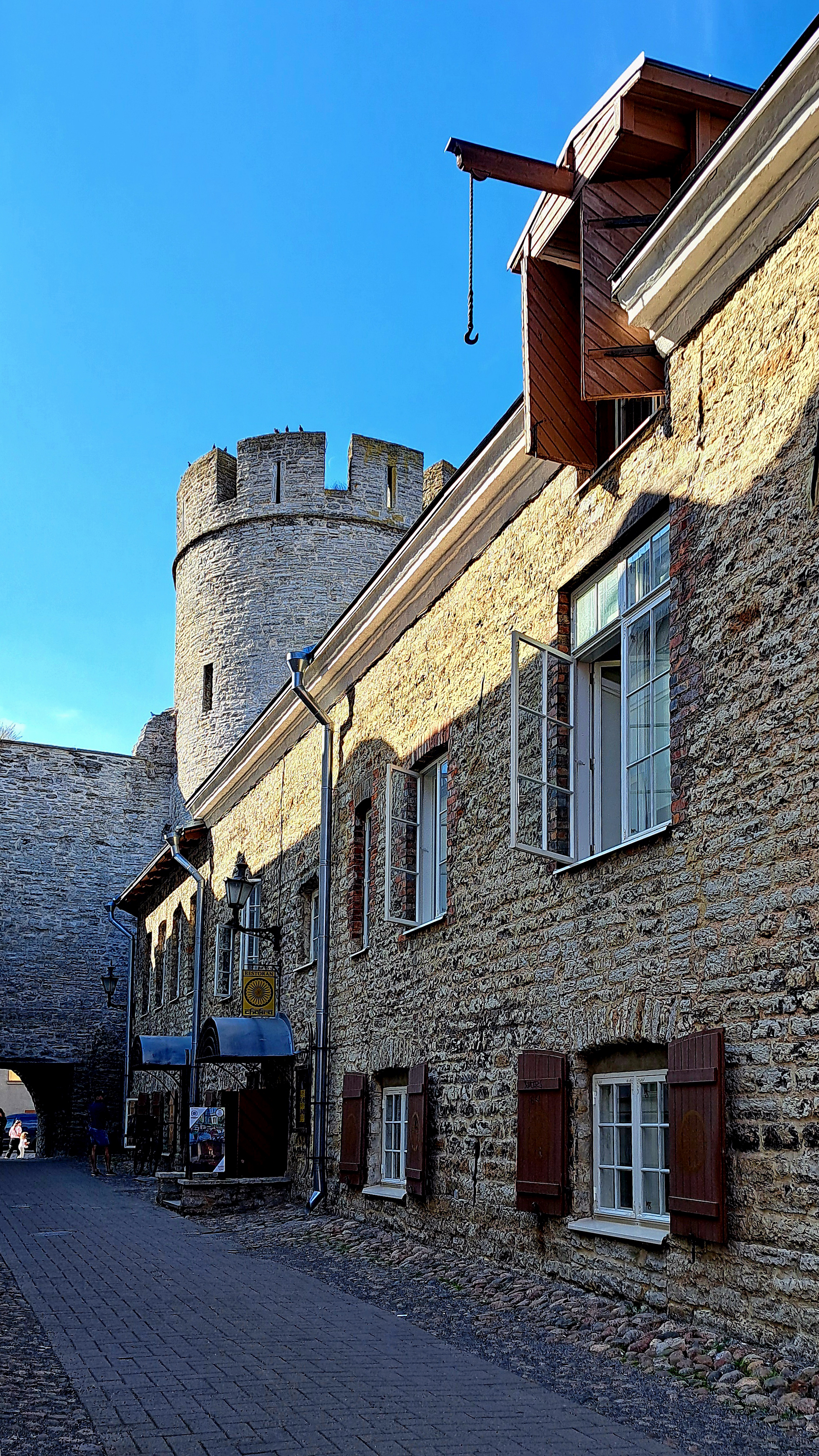
Вид на Бременскую башню с прохода Бремени-Кяйк

Башня названа, по-видимому, по имени ратмана XIV века фон Бремена.
Толщина внешней стены — более 2 метров, внутренняя стена толщиной один метр. На третьем этаже была каминная для караульных городской стражи; на самом верху открытая площадка для дозора или обстрела с узкими бойницами в стенах и амбразурами.
На второй этаж можно попасть с городской стены по лестнице. До XVII века там находилась тюрьма: неосвещённое, с маленькими оконцами для воздуха помещение, в стены которого вмурованы железные кольца. В начале XX века башня использовалась городом как пороховой склад, поэтому на дверях установили двойные запоры.
Снаружи вдоль городской стены проходил пояс защитных укреплений, в который входили зeмляные валы и заполненный водою крепостной ров. По требованию шведского правительства, таллинский магистрат во второй половине XVII в. организовал работы по переносу защитного пояса, который был отодвинут от городской стены, и территория города расширилась. Таким образом, улица Уус, например, была проложена только в 1653 году на месте бывшего рва.